# Persicaria paraguayensis
Persicaria paraguayensis là một loài thực vật có hoa trong họ Rau răm. Loài này được (Wedd.) S.T. Kim & Donoghue mô tả khoa học đầu tiên năm 2008.